# Teziutanapa
Teziutanapa är en ort i Mexiko.   Den ligger i kommunen Tlatlauquitepec och delstaten Puebla, i den sydöstra delen av landet, 170 km öster om huvudstaden Mexico City. Teziutanapa ligger 2 079 meter över havet och antalet invånare är 278.
Terrängen runt Teziutanapa är huvudsakligen kuperad, men norrut är den bergig. Runt Teziutanapa är det ganska tätbefolkat, med 199 invånare per kvadratkilometer. Närmaste större samhälle är Teziutlan, 18,5 km öster om Teziutanapa. I omgivningarna runt Teziutanapa växer huvudsakligen savannskog.